# 八橋陸上競技場
秋田市八橋運動公園陸上競技場（Soyu Stadium）位於日本秋田縣秋田市八橋運動公園，主要舉行田徑及足球等比賽。2001年世界運動會的主場地。該體育場於1941年落成，期間已經過複次修繕，可容納2萬名觀眾，並作為日本職業足球聯賽球隊秋田藍閃電的主場。一般被稱為「Soyu Stadium」，或「Soyusuta」。

## 画册

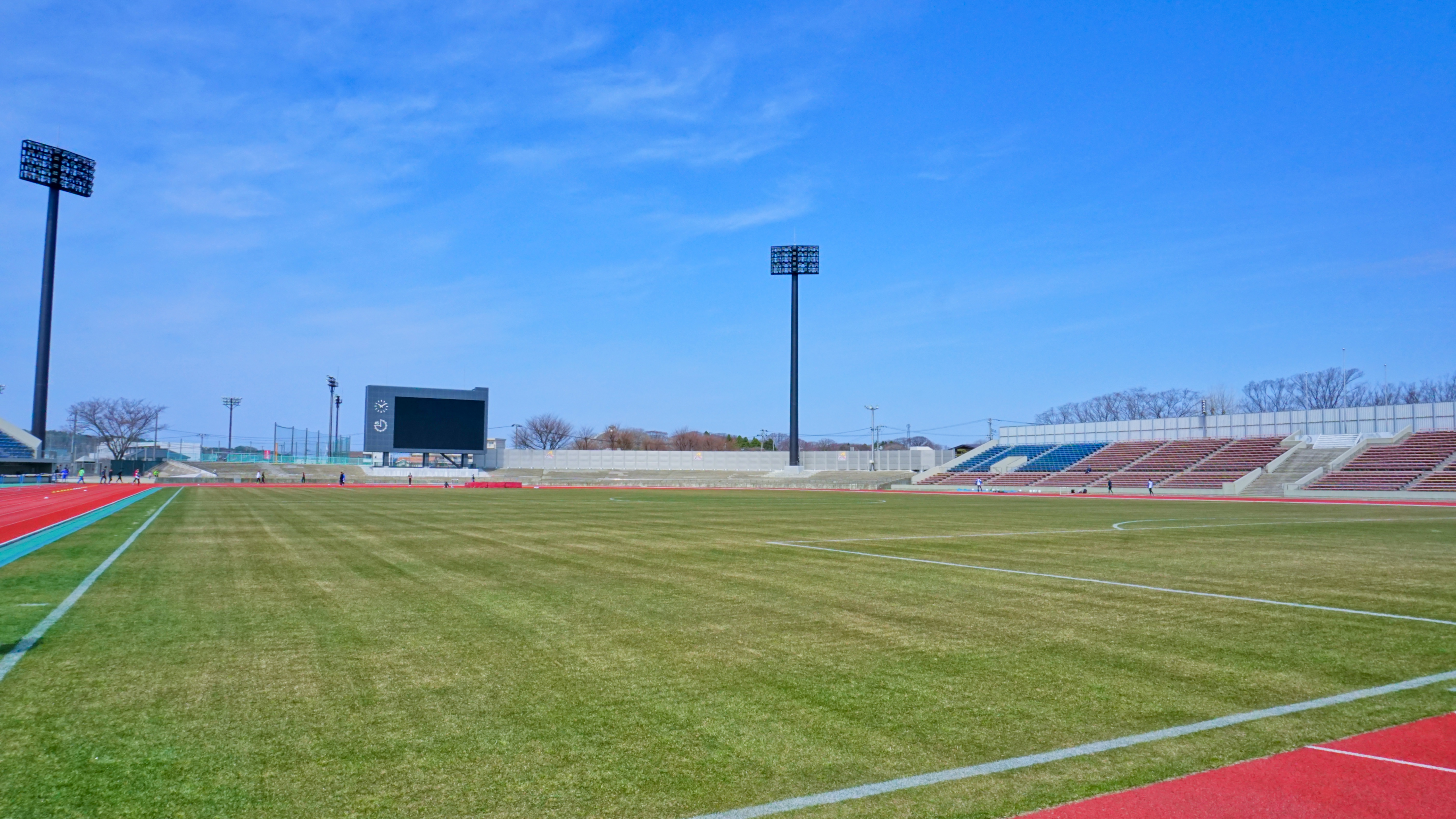
2019年安裝了四個高40.75米的松下45-LED燈泡塔，滿足J2許可證要求
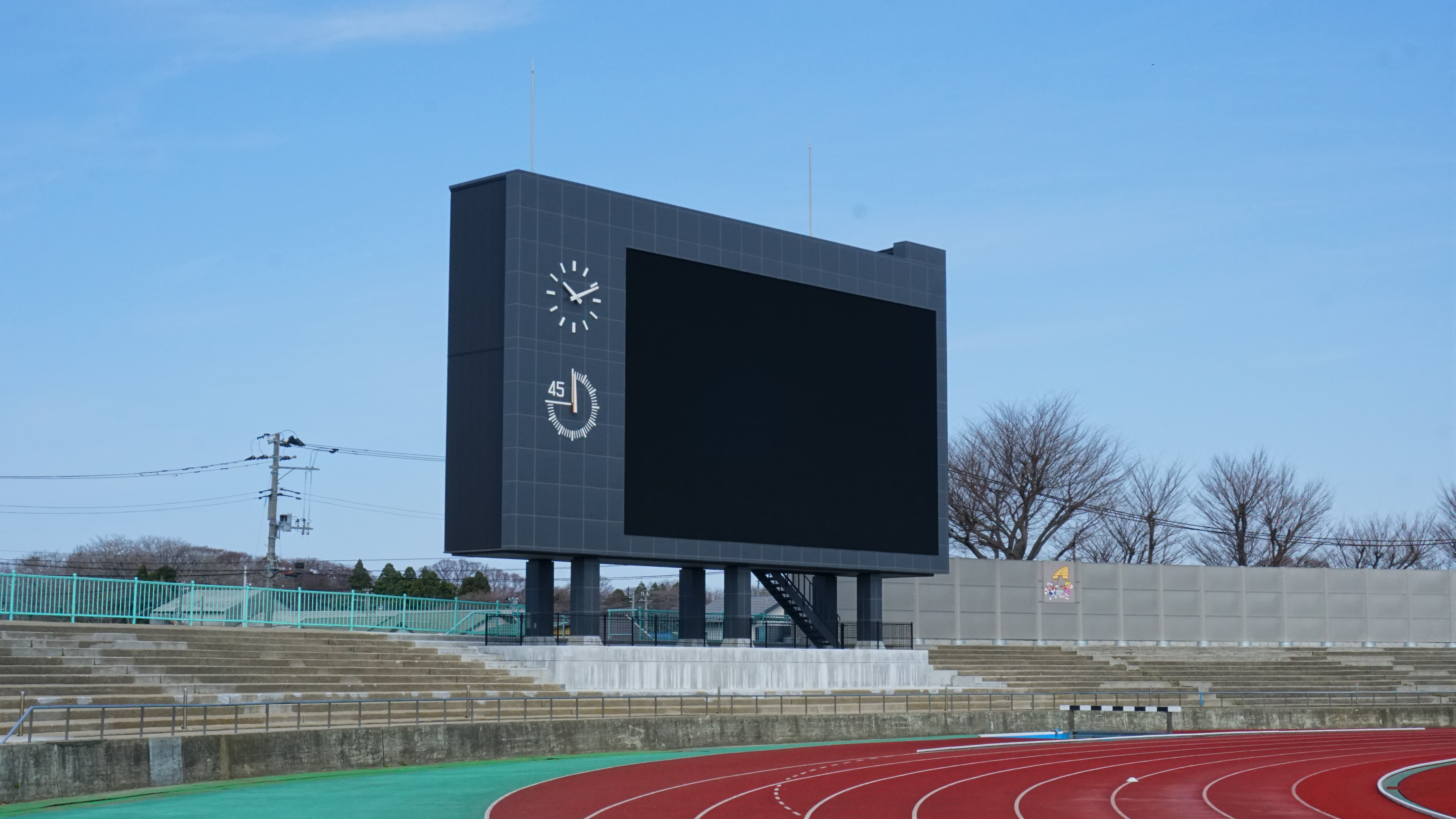
松下大型LED顯示
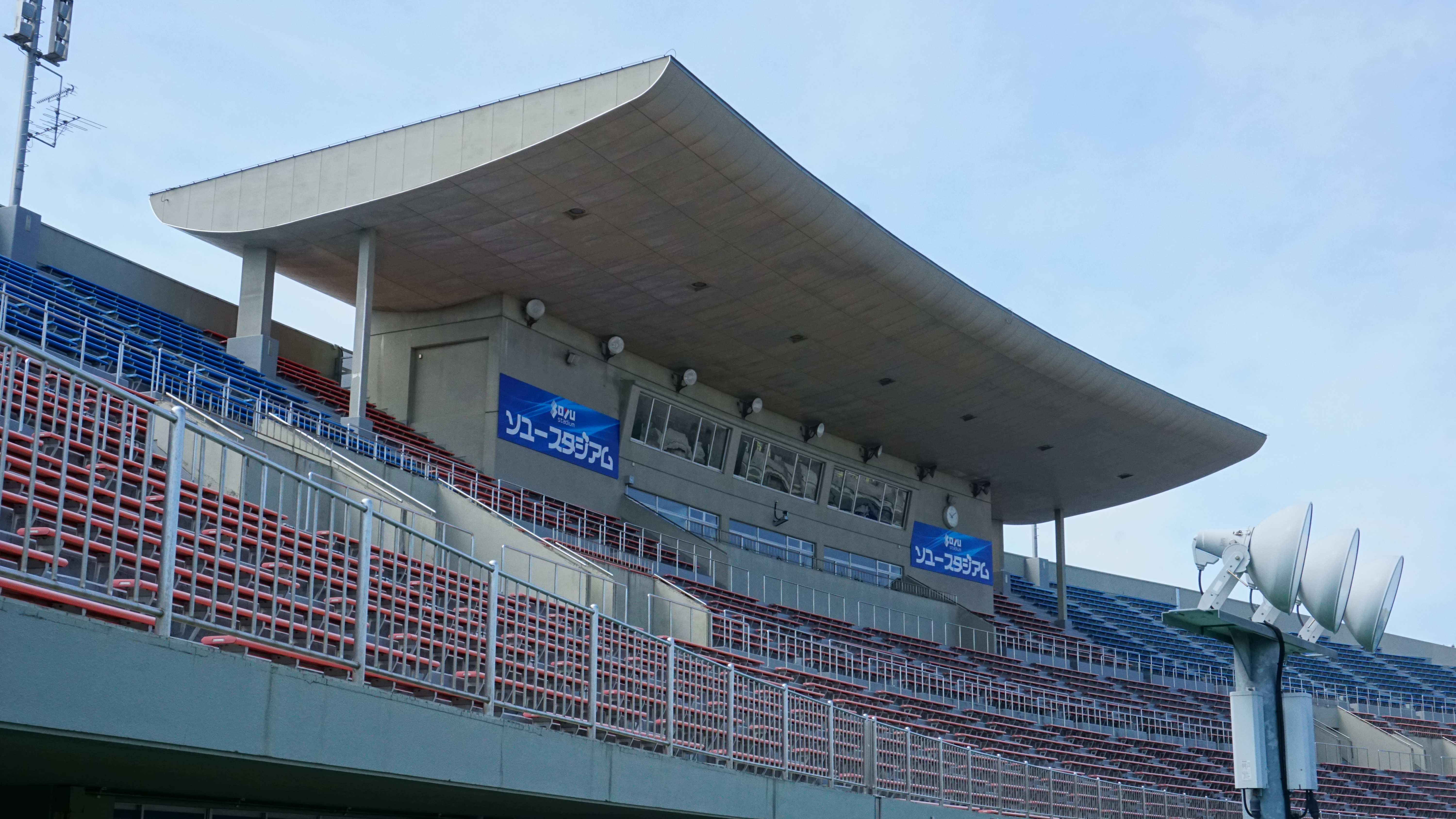
廣播攤位
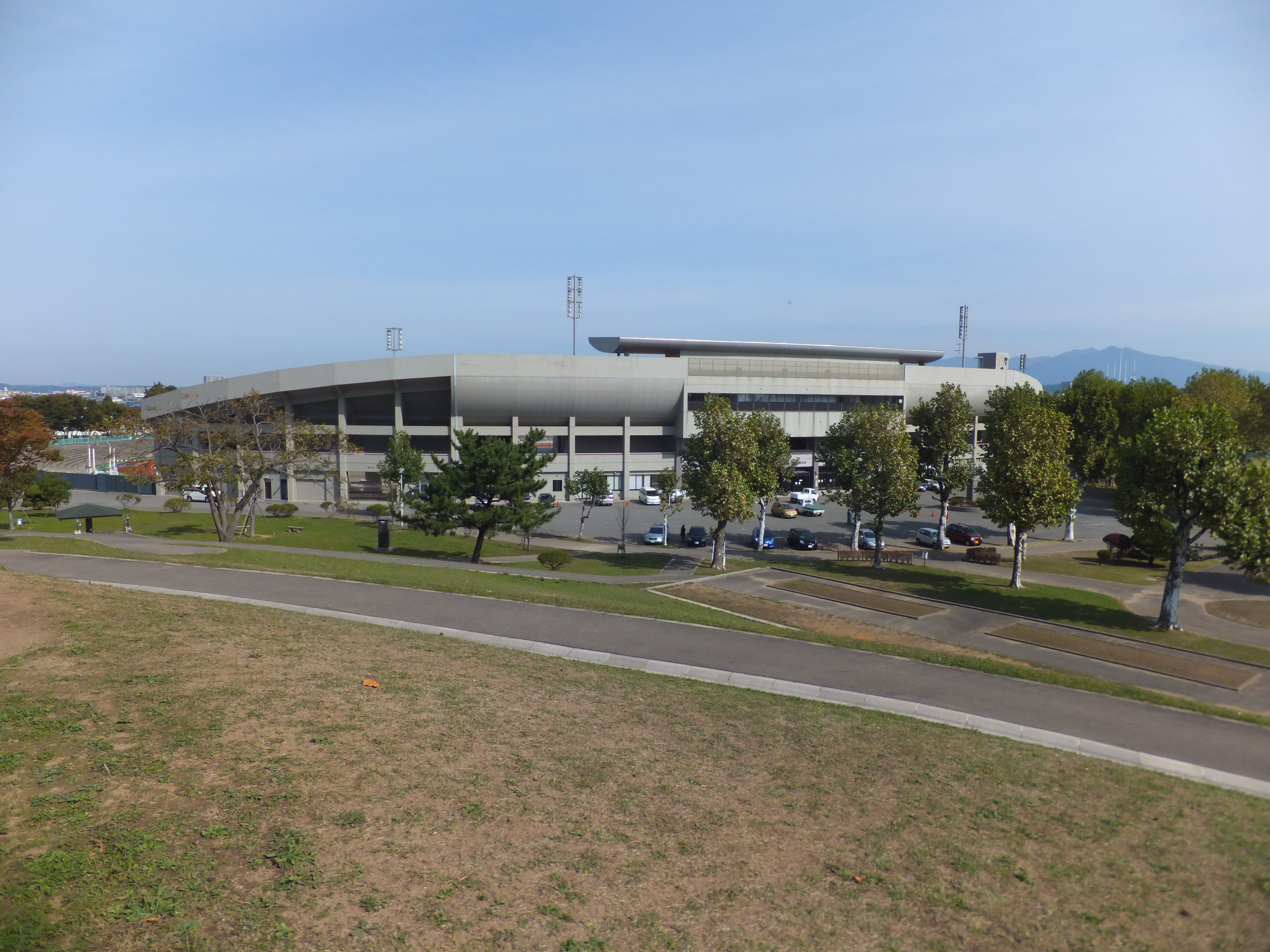
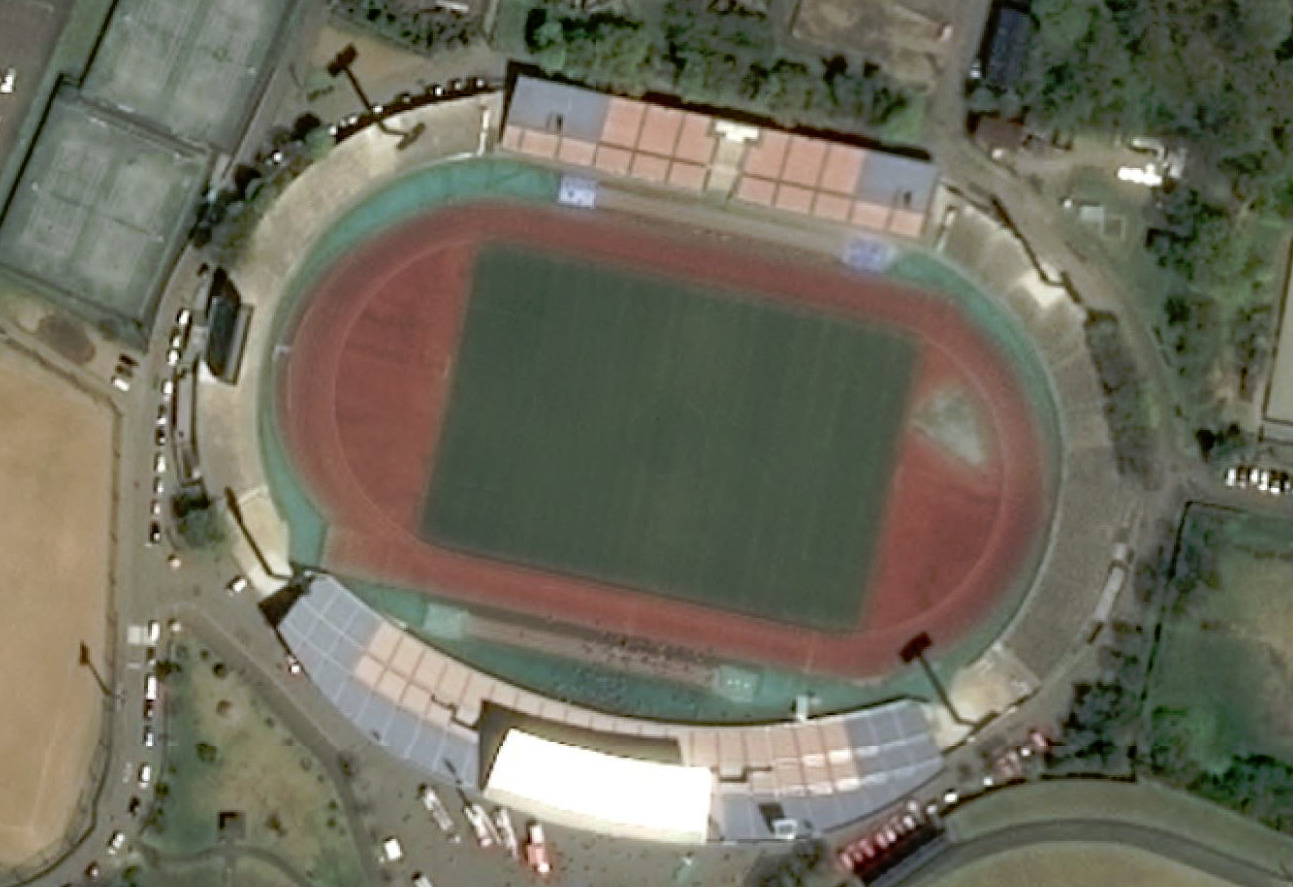
衛星圖
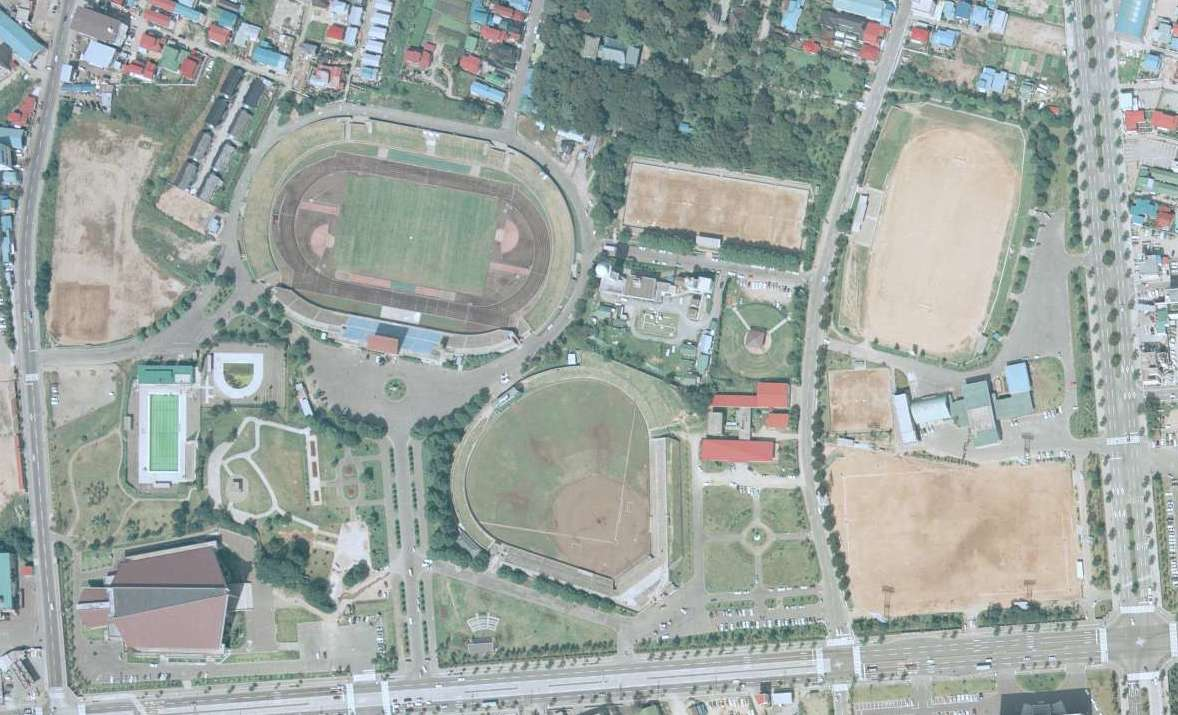
1975年的八橋運動公園（日语：八橋運動公園）

## 外部連結
- 秋田藍閃電官方網站 （页面存档备份，存于）
- 秋田市官方網站 （页面存档备份，存于）
- Stadium information